# Чжао Цзе
Чжао Цзе (кит. трад. 赵杰, пиньинь Zhao Jie; род. 13 октября 2002, Куньшань, Цзянсу) — китайская легкоатлетка, которая специализируется в метании молота. Бронзовый призёр летних Олимпийских игр 2024 года, чемпионка Азии 2023 года, призёр Азиатских игр 2022 года. Участница летних Олимпийских игр 2024 года в Париже.

## Карьера
Чжао Цзе родилась 13 октября 2002 года в Куньшане.
Цзе выступала на чемпионате мира по легкой атлетике 2022 года в метании молота, заняла итоговое 21-е место и не квалифицировалась в финал. На Азиатских играх в Ханчжоу в 2023 году завоевала серебро с результатом 69,44 метров.
Китайская спортсменка выступала на чемпионате мира по легкой атлетике 2023 года в Будапеште, где стала седьмой с результатом 73,23 метров. Она выиграла турнир метательниц молота на чемпионате Азии по легкой атлетике 2023 года в Бангкоке, показав лучшую попытку на 69,39 метров.
Была включена в состав женской сборной Китая по метанию молота на летние Олимпийские игры 2024 года. В Париже Чжао метнула снаряд на 74,27 метров, став бронзовым призёром.

## Основные результаты
| Год  | Соревнование                      | Место проведения  | Место | Результат |
| ---- | --------------------------------- | ----------------- | ----- | --------- |
| 2022 | Чемпионат мира по лёгкой атлетике | Юджин, США        | 21    | 68,18 м   |
| 2023 | Чемпионат мира по лёгкой атлетике | Будапешт, Венгрия | 7     | 73,23 м   |
| 2023 | Азиатские игры                    | Ханчжоу, Китай    | 2     | 69,44 м   |
| 2023 | Чемпионат Азии                    | Бангкок, Таиланд  | 1     | 69,39 м   |
| 2024 | Олимпийские игры                  | Париж, Франция    | 3     | 74,27 м   |